# ديلون
ديلون (كارولاينا الجنوبية) (بالإنجليزية: Dillon, South Carolina)‏ هي مدينة تقع في الولايات المتحدة في مقاطعة ديلون.  يقدر عدد سكانها بـ 6,788 نسمة ومساحتها 12.5 كم2  وترتفع عن سطح البحر 34 متر.

## التركيبة السكانية
حدّد مكتب تعداد الولايات المتحدة بيانات التركيبة السكانية لديلون في تعداد الولايات المتحدة. في ما يلي، التركيبة السكانية حسب تعدادي 2000 و2010.

### تعداد عام 2000
بلغ عدد سكان ديلون 6,316 نسمة بحسب تعداد عام 2000، وبلغ عدد الأسر 2,511 أسرة وعدد العائلات 1,650 عائلة مقيمة في المدينة. في حين سجلت الكثافة السكانية 458 نسمة لكل كيلومتر مربع (1,186.2/ميل2). وبلغ عدد الوحدات السكنية 2,837 وحدة بمتوسط كثافة قدره 205.7 لكل كيلومتر مربع (532.8/ميل2).
وتوزع التركيب العرقي للمدينة بنسبة 53.70% من البيض و43.40% من الأمريكيين الأفارقة و1.35% من الأمريكيين الأصليين و0.74% من الأمريكيين ذوي الأصول الآسيوية و0.25% من الأعراق الأخرى و0.55% من عرقين مختلطين أو أكثر و0.76% من الهسبانيون أو اللاتينيون من أي عرق.
بلغ عدد الأسر 2,511 أسرة كانت نسبة 35.1% منها لديها أطفال تحت سن الثامنة عشر تعيش معهم، وبلغت نسبة الأزواج القاطنين مع بعضهم البعض 39.4% من أصل المجموع الكلي للأسر، ونسبة 22.3% من الأسر كان لديها معيلات من الإناث دون وجود شريك،  بينما كانت نسبة 4% من الأسر لديها معيلون من الذكور دون وجود شريكة وكانت نسبة 34.3% من غير العائلات. تألفت نسبة 30.8% من أصل جميع الأسر من عدة أفراد يعيشون في نفس المنزل ونسبة 14.3% كانت تتألف من شخص يعيش بمفرده يبلغ من العمر 65 عاماً أو أكثر. وبلغ متوسط حجم الأسرة المعيشية 2.48، أما متوسط حجم العائلات فبلغ 3.12.
بلغ العمر الوسطي للسكان 37.8 عاماً. وكانت نسبة 27.6% من القاطنين تحت سن الثامنة عشر، وكانت نسبة 8.2% بين الثامنة عشر والرابعة والعشرين عاماً، ونسبة 24.1% كانت واقعةً في الفئة العمرية ما بين الخامسة والعشرين والرابعة والأربعين عاماً، ونسبة 23.4% كانت ما بين الخامسة والأربعين والرابعة والستين، ونسبة 15.1% كانت ضمن فئة الخامسة والستين عاماً فما فوق. يوجد لكل 100 أنثى 81.2 ذكر، ويوجد لكل 100 أنثى في الثامنة عشر من عمرها فما فوق 73.7 ذكر.
بلغ متوسط دخل الأسرة في المدينة 25,267 دولارًا، أما متوسط دخل العائلة فبلغ 34,758 دولارًا. وكان متوسط دخل الذكور 26,897 دولارًا مقابل 19,031 دولارًا للإناث. وسجل دخل الفرد الخاص بالمدينة 15,075 دولارًا. وكانت نسبة 20% من العائلات ونسبة 26% من السكان تحت خط الفقر، وكان من هؤلاء نسبة 36.3% تحت سن الثامنة عشر ونسبة 26.9% في الخامسة والستين من العمر وما فوق.

### تعداد عام 2010
بلغ عدد سكان ديلون 6,788 نسمة بحسب تعداد عام 2010، وبلغ عدد الأسر 2,592 أسرة وعدد العائلات 1,726 عائلة مقيمة في المدينة. في حين سجلت الكثافة السكانية 492.2 نسمة لكل كيلومتر مربع (1,274.8/ميل2). وبلغ عدد الوحدات السكنية 2,916 وحدة بمتوسط كثافة قدره 211.5 لكل كيلومتر مربع (547.8/ميل2).
وتوزع التركيب العرقي للمدينة بنسبة 42.80% من البيض و53.09% من الأمريكيين الأفارقة و1.61% من الأمريكيين الأصليين و0.65% من الأمريكيين ذوي الأصول الآسيوية و0.01% من سكان جزر المحيط الهادئ و0.65% من الأعراق الأخرى و1.19% من عرقين مختلطين أو أكثر و1.24% من الهسبانيون أو اللاتينيون من أي عرق.
بلغ عدد الأسر 2,592 أسرة كانت نسبة 34.6% منها لديها أطفال تحت سن الثامنة عشر تعيش معهم، وبلغت نسبة الأزواج القاطنين مع بعضهم البعض 34.5% من أصل المجموع الكلي للأسر، ونسبة 27.1% من الأسر كان لديها معيلات من الإناث دون وجود شريك،  بينما كانت نسبة 4.9% من الأسر لديها معيلون من الذكور دون وجود شريكة وكانت نسبة 33.4% من غير العائلات. تألفت نسبة 30.3% من أصل جميع الأسر من عدة أفراد يعيشون في نفس المنزل ونسبة 14% كانت تتألف من شخص يعيش بمفرده يبلغ من العمر 65 عاماً أو أكثر. وبلغ متوسط حجم الأسرة المعيشية 2.51، أما متوسط حجم العائلات فبلغ 3.14.
بلغ العمر الوسطي للسكان 36.2 عاماً. وكانت نسبة 27.4% من القاطنين تحت سن الثامنة عشر، وكانت نسبة 9% بين الثامنة عشر والرابعة والعشرين عاماً، ونسبة 23.5% كانت واقعةً في الفئة العمرية ما بين الخامسة والعشرين والرابعة والأربعين عاماً، ونسبة 23.9% كانت ما بين الخامسة والأربعين والرابعة والستين، ونسبة 16.2% كانت ضمن فئة الخامسة والستين عاماً فما فوق. وتوزع التركيب الجنسي للسكان بنسبة 46.2% ذكور و53.8% إناث.

## أعلام
- فيلي جونز
- كيفن ستيل
- أنتوني واترس
- كينيث مانينغ
- خورخي جونز